# Anolis cupeyalensis
Anolis cupeyalensis är en ödleart som beskrevs av  Peters 1970. Anolis cupeyalensis ingår i släktet anolisar, och familjen Polychrotidae. Inga underarter finns listade i Catalogue of Life.